# Uniswap
Uniswap ist eine dezentrale Kryptowährungsbörse, die automatisierte Transaktionen zwischen Kryptowährungstoken auf der Ethereum-Blockchain durch die Verwendung von Smart Contracts erleichtert. Uniswap nutzt Liquiditätspools, anstatt als Market Maker zu fungieren, auch im Gegensatz zu zentralisierten Börsen, mit dem Ziel, effizientere Märkte zu schaffen. Sie wurde 2018 von Hayden Adams gegründet.
Uniswap ist in Solidity geschrieben und steht unter der GNU General Public License v3.0.

## Geschichte
Uniswap wurde 2018 von Hayden Adams, einem ehemaligen Maschinenbauer bei Siemens, entwickelt. Die Börse erhielt mehrere Millionen Dollar von Risikokapitalgebern wie Andreessen Horowitz, Paradigm Venture Capital, Union Square Ventures LLC und ParaFi.
Im April 2020 wurde die Website von Uniswap vorübergehend abgeschaltet, nachdem Hacker erfolglos versucht hatten, die Börse mit einem Reentrancy-Hack zu knacken.
Seit Oktober 2020 ist Uniswap die größte dezentrale Börse und die viertgrößte Kryptowährungsbörse insgesamt nach täglichem Handelsvolumen.
Mitte Februar 2021 erreichte Uniswap 100 Milliarden US-Dollar an Handelsvolumen.
Im Juni 2022 wurde der NFT-Marktplatz Genie übernommen mit dem Ziel zukünftig NFTs auf Uniswap zu unterstützen.

## Protokoll
Uniswap verwendet Liquiditätspools, anstatt als Market Maker zu fungieren, auch im Gegensatz zu zentralisierten Börsen, mit dem Ziel, effizientere Märkte zu schaffen. Einzelpersonen und Bots – sogenannte „Liquiditätsanbieter“ – stellen der Börse Liquidität zur Verfügung, indem sie einem Smart Contract ein Token-Paar hinzufügen, dessen beide Bestandteile von anderen Benutzern gekauft und verkauft werden können. Im Gegenzug erhalten die Liquiditätsanbieter einen prozentualen Anteil an den für dieses Handelspaar erzielten Handelsgebühren. Bei jedem Handel wird eine bestimmte Menge an Token aus dem Pool für eine bestimmte Menge des anderen Tokens entfernt, wodurch sich der Preis ändert. Für die Auflistung von Token werden keine Gebühren verlangt, sodass eine große Menge an Token auf Ethereum-Basis zugänglich ist. Es ist keine Registrierung für die Nutzer erforderlich. Eine Bedienung ist beispielsweise per MetaMask-Wallet möglich. Der Code von Uniswap kann auch geforkt werden, um neue Börsen zu schaffen, ähnlich wie es bei Open-Source-Kryptowährungen der Fall ist.